# 노르보텐주

노르보텐 주의 문장

노르보텐 주

노르보텐주(스웨덴어: Norrbottens län)는 스웨덴 최북단에 있는 주로 주도는 룰레오이며 면적은 98,244km2, 인구는 259,239명(2011년 기준)이다. 남서쪽으로는 베스테르보텐주, 남동쪽으로는 보트니아만과 접하며 북서쪽으로는 노르웨이 노를란주와 트롬스주, 북동쪽으로는 핀란드 라피 지역과 접한다. 노르보텐 지방은 노르보텐주의 동쪽 부분을 차지하며 노르보텐주 전체 면적 가운데 2/3가 라플란드 지방에 속한다.

## 자치시

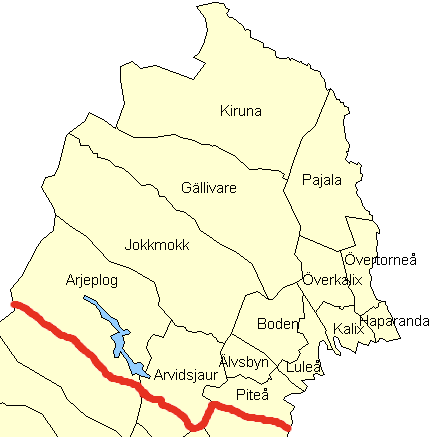
노르보텐 주의 자치시

노르보텐주는 14개 자치시로 구성되어 있다.
- 파얄라시 (Pajala)
- 외베르토르네오시 (Övertorneå)
- 외베르칼릭스시 (Överkalix)
- 보덴시 (Boden)
- 칼릭스시 (Kalix)
- 하파란다시 (Haparanda)
- 엘브스뷘시 (Älvsbyn)
- 룰레오시 (Luleå)
- 피테오시 (Piteå)
- 키루나시 (Kiruna)
- 옐릴리바레시 (Gällivare)
- 요크모크시 (Jokkmokk)
- 아리에플로그시 (Arjeplog)
- 아르비드샤우르시 (Arvidsjaur)